# Anna Maria Tauscher

Anna Maria Tauscher (Maria Teresa van de H. Jozef)

Anna Maria Tauscher (Sandow (Sadow), 19 juni 1855 — Sittard, 20 september 1938) was een rooms-katholieke religieuze en de stichteres van de congregatie van de Karmelietessen van het Goddelijk Hart van Jezus. Als kloosterling had ze de naam Maria Teresa van de H. Jozef. Zij werd in 2006 zalig verklaard. De laatste jaren van haar leven woonde ze in het klooster St. Jozef te Sittard, waar ze ook is begraven. Haar graf wordt nog steeds door gelovigen bezocht.

## Biografie
Anna Maria Tauscher was de dochter van Hermann Tauscher en Pauline van den Bosch. Haar vader was een lutherse predikant; haar moeder kwam oorspronkelijk uit Haarlem.  Zij was de oudste van acht kinderen; na het overlijden van haar moeder in 1874 was zij verantwoordelijk voor het huishouden. In 1886 nam ze een baan aan in een krankzinnigengesticht in het Rijnland waar ze nader in contact kwam met het katholieke geloof. Twee jaar later besloot ze over te gaan naar de Rooms-Katholieke Kerk. Zij raakte onder de indruk van het leven en werk van Theresia van Avila, die veel invloed heeft gehad op de orde van de karmelietessen. Zij richtte in 1891 in Berlijn een kindertehuis op en leefde met enkele andere vrouwen een ascetisch leven dat geïnspireerd was op de traditie van de karmelietessen. 

## Stichting van de congregatie
Eind 1897 trad ze in Rome toe tot de karmelietessen. De kerkelijke autoriteiten in Duitsland gaven haar geen toestemming voor de stichting van een eigen congregatie. Daarom vestigde ze een eerste noviciaat van haar Karmelietessen van het Goddelijk Hart van Jezus in Sittard. Het zou tot 1905 duren voordat  het bisdom Rocca di Papa in de buurt van Rome de congregatie erkende. Kenmerkend voor de congregatie was dat de contemplatieve (op gebed en bezinning gerichte) traditie van de karmelietessen werd gekoppeld aan praktische zielszorg en maatschappelijk werk. In eerste instantie richtte men zich vooral op achtergestelde kinderen, later ging men zich ook bekommeren om ouderen, daklozen en vluchtelingen. Er kwamen kloosters in Bohemen, Zwitserland, Hongarije, Oostenrijk, Kroatië en de Verenigde Staten. Alle kloosters waren gewijd aan Sint Jozef en vooral in Duitstalige landen waren de 'St. Josefsheime' bekend. Het moederhuis van de congregatie was sinds 1924 in Sittard gevestigd.

## Overlijden, zaligverklaring en nagedachtenis
De laatste jaren van haar leven woonde Maria Teresa in het Sittardse moederhuis. Zij stierf op 20 september 1938 en werd begraven op het kloosterkerkhof. In 1987 werd haar lichaam opgegraven en overgebracht naar een nieuw graf in een speciaal gebouwde kapel.  Op 13 mei 2006 werd Maria Teresa in de kathedraal van Roermond in opdracht van paus Benedictus XVI door kardinaal Simonis zalig verklaard. Het was de eerste keer dat een officiële zaligverklaring in Nederland plaatsvond. Haar graf wordt nog regelmatig bezocht door karmelietessen en andere gelovigen. Haar gedenkdag is 30 oktober.